# Gobierno Meloni
El Gobierno Meloni es el 68.º gabinete del Gobierno de Italia, el primero dirigido por la exministra de la Juventud y presidenta de los Hermanos de Italia, Giorgia Meloni, quien también es la primera mujer en ocupar el cargo de Presidenta del Consejo de Ministros de Italia, la cual actúa como la jefa de gobierno en el Estado italiano. El Gabinete fue anunciado el 21 de octubre de 2022 y fue juramentado oficialmente al día siguiente. Se describió de diversas formas como un cambio hacia la derecha política, así como la primera coalición liderada por la extrema derecha desde 1945.

## Partidos de apoyo
| Partido | Partido                  | Presidente del C.M. | N.º de Ministros | N.º de Viceministros | N.º de Secretarios de Estado. | Total | Posición                  | Ideología principal     | Líder             |
| ------- | ------------------------ | ------------------- | ---------------- | -------------------- | ----------------------------- | ----- | ------------------------- | ----------------------- | ----------------- |
|         | Hermanos de Italia (FdI) | 1 Presidente        | 9 Ministros      | 4                    | 14                            | 28    | Derecha a extrema derecha | Nacionalconservadurismo | Giorgia Meloni    |
|         | Liga (Lega)              | -                   | 5 Ministros      | 2                    | 9                             | 16    | Derecha a extrema derecha | Populismo de derecha    | Matteo Salvini    |
|         | Forza Italia (FI)        | -                   | 5 Ministros      | 2                    | 9                             | 13    | Centroderecha             | Conservadurismo liberal | Silvio Berlusconi |
|         | Nosotros Moderados (NM)  | -                   | -                | -                    | 2                             | 2     | Centroderecha a derecha   | Conservadurismo liberal | Maurizio Lupi     |
|         | Independiente            | -                   | 5 Ministros      | -                    | 1                             | 6     | Centroderecha a derecha   | Conservadurismo liberal | Maurizio Lupi     |
| Total   | Total                    | 1                   | 24               | 8                    | 32                            | 65    | Centroderecha a derecha   | Conservadurismo liberal | Maurizio Lupi     |

## Origen geográfico
El origen geográfico de los miembros del gobierno se puede resumir de la siguiente manera:

N.º de Ministros por región.

| Región              | Presidente del C.M. | Ministros | Viceministros | Secretarios de Estado | Total |
| ------------------- | ------------------- | --------- | ------------- | --------------------- | ----- |
| Lacio               | 1                   | 4         | 2             | 4                     | 11    |
| Lombardía           | -                   | 5         | -             | 4                     | 9     |
| Véneto              | -                   | 3         | -             | 3                     | 6     |
| Emilia-Romaña       | -                   | 2         | 2             | 2                     | 6     |
| Piamonte            | -                   | 3         | -             | 2                     | 5     |
| Campania            | -                   | 2         | 1             | 2                     | 5     |
| Apulia              | -                   | 1         | 1             | 2                     | 4     |
| Friul-Venecia Julia | -                   | 1         | 1             | 1                     | 3     |
| Liguria             | -                   | 1         | 1             | 1                     | 3     |
| Sicilia             | -                   | 1         | -             | 2                     | 3     |
| Toscana             | -                   | -         | -             | 3                     | 3     |
| Abruzos             | -                   | -         | -             | 2                     | 2     |
| Calabria            | -                   | -         | -             | 2                     | 2     |
| Cerdeña             | -                   | 1         | -             | -                     | 1     |
| Marcas              | -                   | -         | -             | 1                     | 1     |
| Umbría              | -                   | -         | -             | 1                     | 1     |

### Apoyo parlamentario
Sobre la base de las explicaciones de voto expresadas por los grupos parlamentarios en la moción de confianza de octubre de 2022, el apoyo parlamentario al gobierno se puede resumir de la siguiente manera:
| Cámara                 | Candidato      | Fecha                                                      | Voto |     |    |    |    |    | A-IV |    |   |   | N.I | SVP | Total   |
| ---------------------- | -------------- | ---------------------------------------------------------- | ---- | --- | -- | -- | -- | -- | ---- | -- | - | - | --- | --- | ------- |
| Cámara de Diputados    | Giorgia Meloni | 25 de octubre de 2022 Mayoría absoluta requerida (201/400) | Sí   | 118 |    | 65 |    | 42 |      |    |   | 9 | 1   |     | 235/400 |
| Cámara de Diputados    | Giorgia Meloni | 25 de octubre de 2022 Mayoría absoluta requerida (201/400) | No   |     | 67 |    | 51 |    | 21   | 12 | 3 |   |     |     | 154/400 |
| Cámara de Diputados    | Giorgia Meloni | 25 de octubre de 2022 Mayoría absoluta requerida (201/400) | Abs. |     |    |    |    |    |      |    |   |   | 2   | 3   | 5/400   |
| Cámara de Diputados    | Giorgia Meloni | 25 de octubre de 2022 Mayoría absoluta requerida (201/400) | Aus. |     | 2  | 1  | 1  | 2  |      |    |   |   |     |     | 6/400   |
|                        | Giorgia Meloni |                                                            |      |     |    |    |    |    |      |    |   |   |     |     |         |
| Senado de la República | Giorgia Meloni | 26 de octubre de 2022 Mayoría absoluta requerida (104/206) | Sí   | 62  |    | 29 |    | 18 |      |    |   | 6 |     |     | 115/206 |
| Senado de la República | Giorgia Meloni | 26 de octubre de 2022 Mayoría absoluta requerida (104/206) | No   |     | 37 |    | 28 |    | 9    | 3  |   |   | 1   | 1   | 79/206  |
| Senado de la República | Giorgia Meloni | 26 de octubre de 2022 Mayoría absoluta requerida (104/206) | Abs. |     |    |    |    |    |      |    |   |   | 3   | 2   | 5/206   |
| Senado de la República | Giorgia Meloni | 26 de octubre de 2022 Mayoría absoluta requerida (104/206) | Aus. | 1   | 1  |    |    |    |      | 1  |   |   | 4   |     | 7/206   |

1. ↑  El presidente Ignazio La Russa no ha votado.

## Gabinete Ministerial
Hermanos de Italia     Liga     Forza Italia     Independientes

### Presidenta del Consejo de Ministros de la República Italiana
| Fotografía | Presidenta     | Período               | Período     | Partido | Partido |
| Fotografía | Presidenta     | Inicio                | Fin         | Partido | Partido |
| ---------- | -------------- | --------------------- | ----------- | ------- | ------- |
|            | Giorgia Meloni | 22 de octubre de 2022 | En el cargo |         | FdI     |

### Vicepresidentes del Consejo de Ministros de la República Italiana
| Fotografía | Vicepresidentes | Período               | Período     | Partido | Partido |
| Fotografía | Vicepresidentes | Inicio                | Fin         | Partido | Partido |
| ---------- | --------------- | --------------------- | ----------- | ------- | ------- |
|            | Antonio Tajani  | 22 de octubre de 2022 | En el cargo |         |         |
|            | Matteo Salvini  | 22 de octubre de 2022 | En el cargo |         | LEGA    |

### Ministerios
| Ministerio                                          | Fotografía | Titular                  | Período                 | Período                 | Partido | Partido |
| Ministerio                                          | Fotografía | Titular                  | Inicio                  | Fin                     | Partido | Partido |
| --------------------------------------------------- | ---------- | ------------------------ | ----------------------- | ----------------------- | ------- | ------- |
| Asuntos Exteriores                                  |            | Antonio Tajani           | 22 de octubre de 2022   | En el cargo             |         |         |
| Agricultura y Soberanía Alimentaria                 |            | Francesco Lollobrigida   | 22 de octubre de 2022   | En el cargo             |         | FdI     |
| Cultura                                             |            | Gennaro Sangiuliano      | 22 de octubre de 2022   | 6 de septiembre de 2024 |         | Ind     |
| Cultura                                             |            | Alessandro Giuli         | 6 de septiembre de 2024 | En el cargo             |         | Ind     |
| Defensa                                             |            | Guido Crosetto           | 22 de octubre de 2022   | En el cargo             |         | FdI     |
| Economía y Finanzas                                 |            | Giancarlo Giorgetti      | 22 de octubre de 2022   | En el cargo             |         | LEGA    |
| Educación y Mérito                                  |            | Giuseppe Valditara       | 22 de octubre de 2022   | En el cargo             |         | LEGA    |
| Infraestructura y Transporte                        |            | Matteo Salvini           | 22 de octubre de 2022   | En el cargo             |         | LEGA    |
| Interior                                            |            | Matteo Piantedosi        | 22 de octubre de 2022   | En el cargo             |         | Ind     |
| Justicia                                            |            | Carlo Nordio             | 22 de octubre de 2022   | En el cargo             |         | FdI     |
| Medio Ambiente y Seguridad Energética               |            | Gilberto Pichetto Fratin | 22 de octubre de 2022   | En el cargo             |         |         |
| Negocios y Hecho en Italia                          |            | Adolfo Urso              | 22 de octubre de 2022   | En el cargo             |         | FdI     |
| Salud                                               |            | Orazio Schillaci         | 22 de octubre de 2022   | En el cargo             |         | Ind     |
| Trabajo y Políticas Sociales                        |            | Marina Calderone         | 22 de octubre de 2022   | En el cargo             |         | Ind     |
| Turismo                                             |            | Daniela Santanchè        | 22 de octubre de 2022   | En el cargo             |         | FdI     |
| Universidad e Investigación                         |            | Anna Maria Bernini       | 22 de octubre de 2022   | En el cargo             |         |         |
| Ministros Sin Cartera                               |            |                          |                         |                         |         |         |
| Administración Pública                              |            | Paolo Zangrillo          | 22 de octubre de 2022   | En el cargo             |         |         |
| Asuntos Europeos, Sur, Políticas de Cohesión y PNRR |            | Raffaele Fitto           | 22 de octubre de 2022   | 30 de noviembre de 2024 |         | FdI     |
| Asuntos Europeos, Sur, Políticas de Cohesión y PNRR |            | Tommaso Foti             | 2 de diciembre de 2024  | En el cargo             |         | FdI     |
| Asuntos Regionales y Autonomías                     |            | Roberto Calderoli        | 22 de octubre de 2022   | En el cargo             |         | LEGA    |
| Deporte y Políticas Juveniles                       |            | Andrea Abodi             | 22 de octubre de 2022   | En el cargo             |         | Ind     |
| Discapacidades                                      |            | Alessandra Locatelli     | 22 de octubre de 2022   | En el cargo             |         | LEGA    |
| Familia, Natalidad e Igualdad de Oportunidades      |            | Eugenia Roccella         | 22 de octubre de 2022   | En el cargo             |         | FdI     |
| Protección Civil y Políticas Marítimas              |            | Nello Musumeci           | 22 de octubre de 2022   | En el cargo             |         | FdI     |
| Reformas Institucionales                            |            | Elisabetta Casellati     | 22 de octubre de 2022   | En el cargo             |         |         |
| Relaciones Parlamentarias                           |            | Luca Ciriani             | 22 de octubre de 2022   | En el cargo             |         | FdI     |
|                                                     |            |                          |                         |                         |         |         |
| Secretario del Consejo de Ministros                 |            | Alfredo Mantovano        | 22 de octubre de 2022   | En el cargo             |         | Ind     |

## Transición del gobierno Draghi al gobierno Meloni

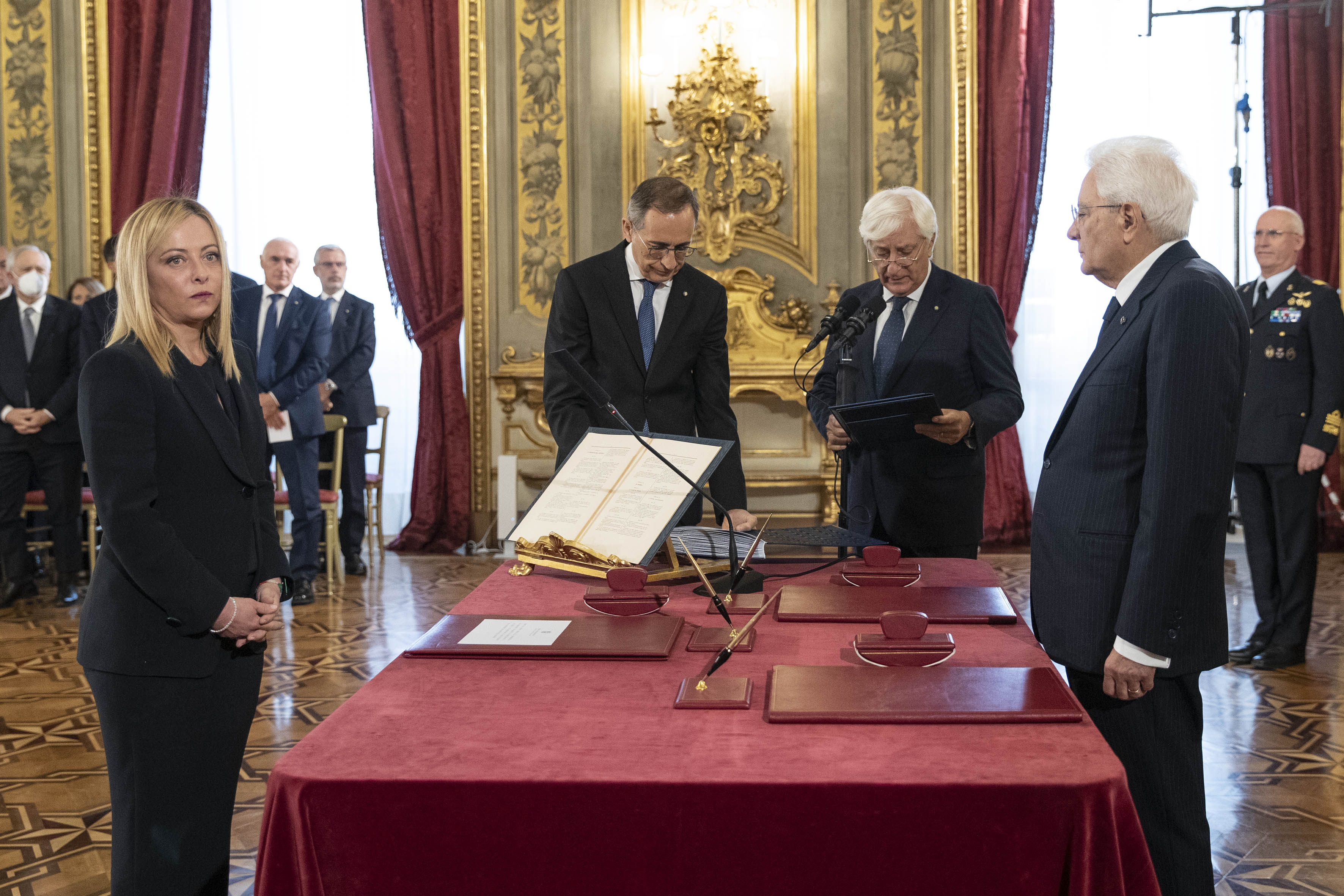
Giorga Meloni jura el cargo de Presidente del Consejo de Ministros de Italia frente a Sergio Mattarella.

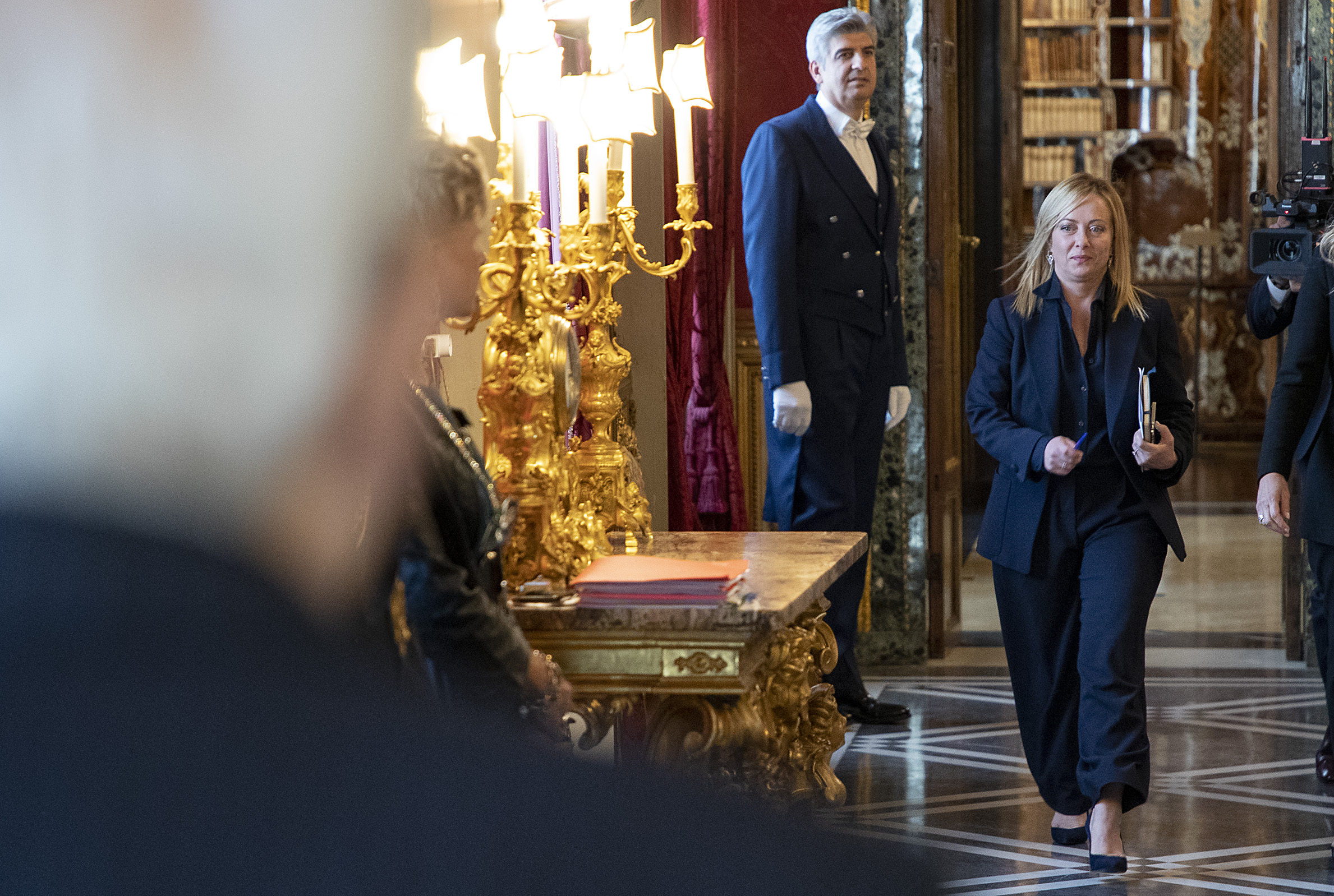
Giorga Meloni llegando al palacio Palacio del Quirinal.

El día 23 de octubre del 2022 se llevó a cabo la entrega simbólica del gobierno saliente de Draghi con la tradicional ceremonia de la campana en el palacio Chigi.
A las 12:30 del día 23 de octubre se convocó al primer Consejo de Ministros, que designó como secretario del propio Consejo al Subsecretario Alfredo Mantovano; se aprobó la propuesta de designación de los ministros Matteo Salvini y Antonio Tajani como vicepresidentes del Consejo de Ministros; los respectivos poderes también se confirieron a los ministros sin cartera.
El 25 de octubre el gobierno se presentó a la Cámara de Diputados para el discurso programático, al final del cual se aprobó la moción de confianza al gobierno con 235 a favor, 154 en contra y 5 abstenciones.
El 26 de octubre en el Senado de la República se aprobó la moción de confianza al gobierno con 115 a favor, 79 en contra y 5 abstenciones.